# Engströmstjärnen, Norrbotten
Engströmstjärnen är en sjö i Älvsbyns kommun i Norrbotten och ingår i Piteälvens huvudavrinningsområde.